# ميد (كولورادو)
ميد (بالإنجليزية: Mead, Colorado)‏ هي بلدة تقع في مقاطعة ويلد، كولورادو بولاية كولورادو في الولايات المتحدة. تأسست عام 1906، تبلغ مساحتها 11.5 (كم²)، وترتفع عن سطح البحر 1525 م، بلغ عدد سكانها 3405 نسمة في عام 2010 حسب إحصاء مكتب تعداد الولايات المتحدة وتصل الكثافة السكانية فيها 175.4 نسمة/كم2.

## أعلام
- راشيل كراو

## وصلات خارجية
- Town of Mead
- The US50 - Cities and Towns in Colorado State
- Colorado Cities and Towns, Facts, Map, Flag, Colleges, Government, and More